# Cầu Prístavný
Cầu Prístavný, hay Cầu Cảng ở Bratislava (tiếng Slovakia: Prístavný most v Bratislava) là một cây cầu đường sắt - đường cao tốc ở thủ đô Bratislava của Slovakia. Cầu bắc qua sông Danube, nằm trong khu vực cảng hàng hóa Bratislava Danube.

## Mô tả
Cây cầu là một phần của đường cao tốc D1 và đường I/61. Cầu dài 599,4 mét. Phần đường cao tốc của cây cầu do Công ty Quốc lộ quản lý. Phần đường sắt của Đường sắt Cộng hòa Slovakia và cầu vượt dành cho người đi bộ và đi xe đạp do Thành phố Bratislava quản lý.

## Lịch sử
Cầu Cảng được xây dựng trong giai đoạn 1977 - 1985, để giúp làm giảm lưu lượng giao thông ở trung tâm thành phố. Phần đường sắt được đưa vào hoạt động từ năm 1983. Công ty nhà nước DOPRAVOPROJEKT Bratislava đảm nhiệm việc thiết kế cầu, và việc xây dựng cầu do công ty Doprastav thực hiện. Công trình này từng có tên là Cầu Anh hùng Dukla (Most hrdinov Dukly) cho đến năm 1993.
Ban đầu, cây cầu được thiết kế để phục vụ 50.000 lượt xe mỗi ngày, nhưng trên thực tế, trung bình có khoảng 120.000 lượt xe chạy qua cầu mỗi ngày (theo số liệu thống kê năm 2013).